# Doctor Who: The Curse of Fatal Death
〈Doctor Who: The Curse of Fatal Death〉 (닥터 후: 치명적인 죽음의 저주)는 영국의 SF 드라마 닥터후의 패러디 에피소드로, 1999년 3월 12일 BBC One에서 레드 노즈 데이라는 자선 특집 연속방송 기념으로 제작 방영되었다. 방영 당시 명칭은 '닥터 후와 치명적인 죽음의 저주' (Doctor Who and the Curse of Fatal Death)였다. 방영 후 2부로 나뉘는 동시에 제목에 따옴표를 넣은 채로 DVD로 출시되어 지금까지 전한다. 영국에서는 자선 특집을 겸하여 인기 프로그램의 가볍고 코믹한 단편을 제작해 내보내곤 하는데, 이 특집의 경우 드라마 제작이 중단된 지 10년이 지났음에도 오래토록 사랑받아왔음을 감안해 만들어졌다.
오늘날 이 에피소드는 기부 특집으로 제작된 닥터 후의 여러 에피소드 중에서도 90년대 공백기를 조금이나마 메꿔준다는 점에서 특별한 취급을 받고 있다. 1996년 TV 영화판과 2005년 뉴 시즌 1 "Rose" 방영 사이에 유일하게 실사 영상화된 작품이기 때문이다. 방영 당시 닥터후 전문 월간지인 《닥터 후 매거진》의 커버를 두 차례 (278호, 328호)나 장식했는데 이는 정규 시즌의 에피소드에서도 없던 일이다. 또 닥터 후 매거진의 과거 정규 시즌 에피소드를 논하는 공간인 'DWM 아카이브'에서 취급하는 유일한 패러디 에피소드이기도 하다. 뿐만 아니라 BBC 공식 홈페이지에서 비하인드씬 관련 페이지를 게시한 유일한 패러디 프로그램이며, BBC 비디오를 통해 발매된 전적까지 있다.
결과적으로 1963년부터 1989년까지 방영됐던 올드 시즌과 2005년부터 부활한 뉴 시즌 사이에서, 줄거리는 이어지지 않더라도 제작은 이어왔음을 보여주는 가교 역할을 하고 있다. 올드 시즌과 뉴 시즌을 잇는 증표로는, 훗날 뉴 시즌의 프로듀서가 되는 스티븐 모팻이 처음으로 각본을 맡은 닥터 후 에피소드였다는 점, 더 밀이 포스트프로덕션을 처음 맡은 에피소드였다는 점, 올드 시즌의 베리티 램버트 이후 뉴 시즌에서 수지 리거트가 등장하기까지 여성 프로듀서가 제작한 유일한 에피소드라는 점, 오랫동안 달렉 목소리를 맡았던 로이 스켈턴이 마지막으로 제작에 참여한 에피소드라는 점, 본편의 총괄프로듀서를 맡은 리처드 커티스가 훗날 뉴 시즌에서 "Vincent and the Doctor" (2010)의 각본을 맡는다는 점, 작중 10대 닥터를 맡은 리처드 E. 그랜트가 웹캐스트 애니메이션 《Scream of the Shalka》 (2003)에서 9대 닥터의 목소리를 맡는 동시에 뉴 시즌에서도 그레이트 인텔리전스로 출연한다는 점 등이 있다.